# José Marcelo Januário de Araújo
José Marcelo Januário de Araújo meglio conosciuto come Esquerdinha (Caiçara, 6 maggio 1972 – João Pessoa, 31 ottobre 2018) è stato un calciatore brasiliano, di ruolo difensore.

## Carriera
A livello giovanile gioca con diversi club brasiliani tra cui il Botafogo. Poi importanti esperienze nel campionato brasiliano con Bahia e Vitoria prima di approdare in Europa dove veste le maglie di Porto, Real Saragozza e Academica Coimbra. Nel 2003 torna in Brasile al Goiás, ultima esperienza nel massimo campionato del suo Paese natale.

## Palmarès

### Club
- Campionato portoghese: 1

Porto: 1998-99
- Coppa di Portogallo: 2

Porto: 2000, 2001
- Supercoppa di Portogallo: 2

Porto: 1999, 2001
- Campionato Baiano: 3

Vitoria: 1995, 1996, 1997
- Campionato del Nordest: 1

Vitoria: 1997
- Campionato Goiano: 1

Goias: 2003

### Individuale
- Miglior giocatore dell'andata di Supercoppa di Portogallo: 1

1999